# Караванский район
Караванский район (кирг. Караван району) — единица административного деления Киргизской АССР и Киргизской ССР, существовавшая в 1928—1958 годах. Центр — село Караван.

## История
Караванский район был образован 24 декабря 1928 года в составе Ошского округа Киргизской АССР как Кызыл-Джарский район. С 1930 года находился в прямом подчинении Киргизской АССР. В 1936 году переименован в Караванский район. 26 февраля 1938 года район вошёл в состав Джалал-Абадского округа. 21 ноября 1939 года вошёл в состав Джалал-Абадской области. 29 октября 1958 года Караванский район был упразднён, а его территория включена в Джанги-Джольский район.
По данным 1949 года район включал 6 сельсоветов: Афлатунский, Караванский, Кызыл-Туйский, Падша-Атинский, Ринжитский и Успеновский.

## Население
По данным переписи 1939 года в Караванском районе проживало 27 769 человек, в том числе киргизы — 87,2 %, украинцы — 4,3 %, русские — 3,9 %, узбеки — 2,8 %.